# Cybaeus topanga
Espèce
Cybaeus topanga est une espèce d'araignées aranéomorphes de la famille des Cybaeidae.

## Distribution
Cette espèce est endémique de Californie aux États-Unis,. Elle se rencontre dans les comtés de Los Angeles et de San Diego.

## Description
La carapace du mâle holotype mesure 2,8 mm de long sur 2,03 mm.

## Étymologie
Son nom d'espèce lui a été donné en référence au lieu de sa découverte, Topanga Canyon.

## Publication originale
- Bennett, Copley & Copley, 2021 : « Cybaeus (Araneae: Cybaeidae) in the Nearctic: the devius and tardatus species groups of the Californian clade. » Zootaxa, no 5026(4), p. 451-479.